# 南坪乡 (利川市)
南坪乡，是中华人民共和国湖北省恩施土家族苗族自治州利川市下辖的一个乡镇级行政单位。

## 行政区划
南坪乡下辖以下地区：
干堰村、营上村、田湾村、川东村、野茶村、朝阳村、大田村、黄田村、长乐村、新屋村、花屋村、林场村、双水村、大河村、柴林村、一把村、田坝村、大罗村、五谷村、塘坊村和南坪村。